# Questions internationales
Questions internationales (QI) est une revue bimestrielle éditée par La Documentation française depuis 2003. 
Distribuée à 5 000 exemplaires par Dilisco, elle est consacrée aux grandes questions d'actualité internationale et européenne. 

## Historique
La revue est créée en 2003, après les attentats du 11 septembre 2001 et au moment de l'invasion de l'Irak par les États-Unis, alors que l'opinion publique développe un intérêt croissant pour les thématiques internationales telles que le terrorisme islamiste ou l'influence d'Internet. 
En 2023, la publication fait évoluer sa maquette pour y intégrer plus de documents iconographiques et ainsi la rendre plus attractive pour les lecteurs. Selon un membre de la rédaction, le public visé va des spécialistes de la géopolitique aux élèves de lycée en France ayant choisi la spécialité Histoire-géographie, géopolitique et sciences politiques (HGGSP).
En janvier 2024, à l'occasion des vingt ans du Centre Thucydide (université Panthéon-Assas), la revue sort un numéro consacré aux évolutions des relations internationales ayant eu lieu dans les vingt dernières années.

## Rédaction
Les deux rédacteurs en chef sont Serge Sur, juriste français, et Sabine Jansen, historienne française. Un conseil scientifique est chargé de vérifier la qualité des articles contenus dans chaque numéro.

### Comité scientifique
- Christian de Boissieu
- Yves Boyer (d)
- Frédéric Bozo
- Frédéric Charillon
- Jean-Claude Chouraqui
- Alain Dieckhoff
- Isabelle Facon
- Julian Fernandez (d)
- Robert Frank
- Christine de Gemeaux (d)
- Stella Ghervas (d)
- Nicole Gnesotto
- Pierre Grosser
- Christian Lequesne
- Laurence Nardon (d)
- Françoise Nicolas (d)
- Marc-Antoine Pérouse de Montclos (d)
- Fabrice Picod (d)
- Jean-Luc Racine (d)
- Frédéric Ramel (d)
- Philippe Ryfman
- Ezra Suleiman

### Collaborateurs
- Michel Aglietta
- Gilles Andréani
- Bertrand Badie
- Élie Barnavi
- Dario Battistella
- Jean-Marie Bouissou
- Dominique Boullier
- Pierre Buhler
- Hélène Carrère d'Encausse
- Jean-Marie Chevalier
- Élie Cohen
- Charles Cogan
- Georges Corm
- Georges Couffignal (d)
- Youssef Courbage
- Renaud Dehousse
- Alain Dejammet
- Guillaume Devin
- Alain Dieckhoff
- Jean-Luc Domenach
- Gilles Dorronsoro
- Bruno Étienne
- Jean-Pierre Filiu
- Stella Ghervas (d)
- Renaud Girard
- Pierre Grosser
- Pierre Hassner
- Bernard Hourcade
- Jacques Hutzinger
- John Ikenberry (en)
- Christophe Jaffrelot
- Lucien Jerphagnon
- François Jullien
- Sylvain Kahn
- Gerd Krumeich
- Daniel C. Kurtzer (en)
- Yves Lacoste
- François Lafargue
- Maxime Lefebvre
- Christian Lequesne
- Emmanuel Le Roy Ladurie
- Jean-Hervé Lorenzi
- Amaury Lorin (d)
- Jacques Marseille
- Frank Mermier
- Thierry de Montbrial
- Philippe Moreau Defarges
- Delphine Placidi-Frot
- Jean-Luc Racine (d)
- Frédéric Ramel (d)
- Francis Rocard
- Yves Rocard
- Olivier Rozenberg (d)
- Elias Sanbar
- Saskia Sassen
- Michel Serres
- Georges-Henri Soutou
- Jack Snyder (en)
- Joanna Spear
- Hans Stark (d)
- Ezra Suleiman
- Anne de Tinguy
- Bruno Tertrais
- Hervé Théry
- Henrik Uterwedde (d)
- Justin Vaïsse
- Odon Vallet
- Hubert Védrine
- Pierre Vermeren

## Contenu et thématiques abordées
Le magazine se compose d'un dossier central, traitant à chaque numéro d'un thème ayant une incidence sur les relations internationales. Il est illustré par des cartes et photographies.